# ناحیه ئوه لاین، میشیگان
ناحیه ئوه لاین (به انگلیسی: Eveline Township) یک منطقهٔ مسکونی در ایالات متحده آمریکا است که در شهرستان شارلووی، میشیگان واقع شده‌است.
 ناحیه ئوه لاین  ۱٬۴۸۴ نفر جمعیت دارد و ۲۲۴ متر بالاتر از سطح دریا واقع شده‌است.